# 2,2-Bis(hydroxymethyl)propionsäure
2,2-Bis(hydroxymethyl)propionsäure ist eine chemische Verbindung, die zwei Hydroxygruppen und eine Carboxygruppe enthält. Umgangssprachlich ist 2,2-Bis(hydroxymethyl)propionsäure eher als DMPA oder Dimethylolpropionsäure bekannt.

## Eigenschaften
Da 2,2-Bis(hydroxymethyl)propionsäure über zwei unterschiedliche funktionelle Gruppen verfügt, kann es für unterschiedlichste Synthesen genutzt werden. Neben Umsetzung mit anderen Stoffen kann 2,2-Bis(hydroxymethyl)propionsäure auch mit sich selbst, über eine Veresterung, reagieren.

## Verwendung
2,2-Bis(hydroxymethyl)propionsäure wird, im Bereich von Lacken, häufig als Komponente genutzt, um eigentlich organisch lösliche Bindemittel in eine wässrige Dispersion zu überführen. Realisiert wird dies durch den Einbau von 2,2-Bis(hydroxymethyl)propionsäure über die Hydroxygruppen und anschließende Neutralisation der Carboxygruppe. Der ionische Charakter der neutralisierten Carboxygruppe reicht aus, damit sich die Bindemittelmoleküle zu kleinen Kugeln, ähnlich den Mizellen, anordnen. Die neutralisierte Carboxygruppe befindet sich hiermit in der Grenzschicht zwischen der organischen und der wässrigen Phase. Anwendung findet diese Vorgehensweise sowohl für wässrige UV-Bindemittel als auch für Alkyd- und Polyester-basierte Bindemittel, welche über Autoxidation oder Co-Vernetzung härten können. Die Produkte werden im Allgemeinen als wässrige Polyurethandispersionen bezeichnet. Im oben genannten Fall wird i. d. R. ein Addukt aus einem geeigneten Diisocyanat (z. B. IPDI oder TMXDI) und 2,2-Bis(hydroxymethyl)propionsäure hergestellt, welches über einen Isocyanatüberschuss in hydroxygruppenhaltige Harze eingebaut werden kann:
Neben dem Einbau in ein hydroxygruppenhaltiges Harz kann 2,2-Bis(hydroxymethyl)propionsäure auch in oligomere Isocyanate eingebaut werden, um diesen einen hydrophilen Charakter zu verleihen. Hierfür wird 2,2-Bis(hydroxymethyl)propionsäure zunächst mit einem Isocyanat im Überschuss umgesetzt. Anschließend werden die überschüssigen Isocyanatgruppen mit einem sogenannten „Blockierungsmittel“ geblockt. Erst bei höheren Temperaturen, wie etwa einem Einbrennprozess, spaltet sich das „Blockierungsmittel“ ab, und die Isocyanatgruppe wird frei und kann reagieren. Hierdurch wird ebenfalls gewährleistet, dass die gegenüber Wasser sehr reaktive Isocyanatgruppe in eine wässrige Phase überführt werden kann, ohne abzureagieren.
Des Weiteren gibt es die Möglichkeit, 2,2-Bis(hydroxymethyl)propionsäure für die Synthese von dendrimeren Molekülen, auch als hyperverzweigte Moleküle bekannt, einzusetzen. Setzt man einen höherfunktionellen Hydroxygruppen tragenden Baustein als Kern dieses Moleküls voraus und setzt jede Hydroxygruppe mit 2,2-Bis(hydroxymethyl)propionsäure um, so verdoppelt sich die Anzahl an vorhandenen Hydroxygruppen im Molekül. Wiederholt man diesen Reaktionsschritt, erhält man jedes Mal eine sogenannte Schale mehr; das Molekül vergrößert sich. Setzt man am Ende die Hydroxygruppen mit einer bifunktionellen Komponente um, so können zum Beispiel dendrimere UV-Bindemittel hergestellt werden. Dendrimere Moleküle bringen vor allem geringe Lösungsviskositäten und verbesserte technologische Eigenschaften mit sich. Voraussetzung für eine erfolgreiche Synthese ist stets die selektive Reaktion mit möglichst wenig ungewünschten Nebenreaktionen.